# Crónicas de una generación trágica
Crónicas de una generación trágica es una serie de televisión latinoamericana producida por TeVecine y Televideo S.A. para Audiovisuales, basada en un proyecto de Gabriel García Márquez y emitida exclusivamente para Colombia por Audiovisuales siendo la primera producción de dimensiones épicas que se hubiera realizado en Colombia acerca de su historia como nación.
La minisérie consta de 6 capítulos que fueron dirigidos por Jorge Alí Triana y Luis Alberto Restrepo. Actualmente su remasterización se encuentra en el portal del Sistema de Medios Públicos de Colombia RTVCPLAY de manera gratuita gracias a Señal Memoria.

## Sinopsis
El sastre Jacobo (Gerardo Calero) comenta la vida de una generación de jóvenes y pudientes criollos en el Virreinato de Nueva Granada que entre 1781 y 1816, encabezados por Antonio Nariño (Luis Fernando Montoya), quien se sintió traicionado por España después de ver cómo fue vilmente engañado y ejecutado José Antonio Galán (Luis Miguel Hurtado), líder de la Insurrección de los Comuneros, para realizar lo impensable: Influenciados por las ideas de Benjamin Franklin y la Revolución Francesa lograr la Iluminación de la Nueva Granada, mientras se enamora y contrae nupcias con Magdalena Ortega (María Elena Döehring). Es perseguido por haber traducido los Derechos del Hombre y del Ciudadano llevándolo a ser exiliado y encarcelado. 
Los hechos del argumento se confunden con los hechos históricos que llevan a la Independencia y luego la rivalidad entre ellos mismos: Camilo Torres (Andrés Felipe Martínez) y Jorge Tadeo Lozano (Andrés Navia) se enfrentan con él y lleva a la Patria Boba, logran tener un acuerdo de paz, para esperar y combatir al pacificador Pablo Morillo (Waldo Urrego), pero las maniobras de Juan Sámano (Eduardo Chavarro) logran derrotar a todos y a llevar a varios independentistas al fusilamiento.

## Reparto
Esta miniserie contó con la participación de más de 4000 extras, 72 actores consagrados, entre otros:
- Luis Fernando Montoya - Antonio Nariño
- María Elena Döehring - Magdalena Ortega de Nariño
- Armando Gutiérrez - Pedro Fermín de Vargas
- Andrés Felipe Martínez - Camilo Torres
- Yuldor Gutiérrez - José María Carbonell
- Gerardo Calero - — El sastre Juan Jacobo (narrador que rompe la cuarta pared)
- Alejandra Borrero - — La virreina Doña Francisca Villanova (esposa del Virrey Amar y Borbón)
- Saskia Loochkartt - Bárbara Forero
- Diego Vélez - El canónico magistral Andrés María Rosillo y Meruelo
- Humberto Dorado - El Virrey Antonio José Amar y Borbón
- Julio Medina - —El oidor Juan Hernández de Alba
- Marcela Gallego -  — Amalía
- Alberto Valdiri -  — Louis Derriege
- Waldo Urrego - El Pacificador Pablo Morillo
- Alejandro Buenaventura - José Celestino Mutis
- Juan Ángel - Sinforoso Mutis Consuegra
- Andrés Navia - Jorge Tadeo Lozano
- Juan Fischer - El Sabio Francisco José de Caldas
- Angie Cepeda - — Mercedes Nariño Ortega (hija de Antonio Nariño y Margarita Ortega)
- Fabio Rubiano - El General Antonio Baraya
- Juan Sebastián Aragón - — Antonio Nariño Ortega (hijo de Antonio Nariño y Margarita Ortega)
- Edgardo Román -  — Padre Inocencio Florido
- Eduardo Chavarro - El Coronel Juan Sámano
- María Eugenia Dávila - — Catalina Josefa Álvarez del Casal (madre de Antonio Nariño)
- Juan Pablo Franco - Jorge Miguel Lozano de Peralta
- Luis Miguel Hurtado - José Antonio Galán (Líder de la Insurrección de los Comuneros)
- Luis Fernando Orozco - El Arzobispo Antonio Caballero y Góngora (y después virrey)
- Jaime Barbini - El generalísimo Juan Francisco Berbeo
- Gustavo Angarita - — José Ignacio Ortega y Gómez (padre de Margarita Ortega de Nariño)
- Rafael Bohórquez Jr. -

## Episodios
- Crónica Uno (I): Comuneros y Señoritos, narra la Insurrección de los Comuneros ante las autoridades españolas y posterior captura por rebelión de José Antonio Galán, quien a la postre fue fusilado y descuartizado. (1781) 16 de marzo de 1993

- Crónica Dos (II): Los derechos del hombre, relata los acontecimientos que ocasionaron la traducción y edición clandestina de la «Declaración de los Derechos del Hombre», documento clave de la Revolución Francesa y cuya circulación había sido prohibida en el Imperio español, lo que llevó ha enjuiciar y condenar al exilio en prisión del prócer Antonio Nariño. (1794) 21 de marzo de 1993

- Crónica Tres (III): Los conspiradores, cuenta como los jóvenes de la clase alta americana criollos influenciados por Antonio Nariño y Pedro Fermín de Vargas con el apoyo de los ingleses, planean un complot para independizarse de los españoles. La conspiración es apagada con sangre en la Nueva Granada y nuevamente Nariño es encarcelado y llevado a Cartagena. (1797-1810) 28 de marzo de 1993

- Crónica Cuatro (IV): El florero de Llorente, narra como un tranquilo día de mercado en la plaza del viernes 20 de julio desemboca con el levantamiento del pueblo que culmina con un movimiento insurgente en el que se le arrebató el poder al virrey. Se crea una nueva junta de gobierno, dirigida por Jorge Tadeo Lozano, Camilo Torres, entre otros. El pueblo no permitiría más abusos, conquistaron la libertad, y no podían perderla. (1810) 4 de abril de 1993

- Crónica Cinco (V): La Patria Boba, Al fin Libres! pero siendo Esclavos del Sistemarelata las rivalidades entre los jóvenes criollos en dos bandos(federalistas y centralistas): unos querían seguir bajo los mandatos de la corona española, los otros independizarse completamente porque seguramente los chapetones volverían y los esclavizarían. Esta división ocasiono una guerra civil interna (Batalla de Santafé de Bogotá de 1814), que derramo demasiada sangre, al final Camilo Torres y Antonio Nariño declaran la independencia absoluta uniéndose a Venezuela, pero la corona española no tenía escrúpulos, su sed por el poder y la soberanía de tierras americanas haría sufrir al pueblo por su osadía. (1810-1814) 11 de abril de 1993

- Crónica Seis (VI): Reconquista Española, cuenta como la llegada del general español Pablo Morillo al territorio de la Nueva Granada para restaurar el control español, se convierte en un Régimen de Terror donde fueron apresados y asesinados un sinnúmero de políticos, militares y civiles, que simpatizaban con los independentistas. Esta masacre desmedida solo hizo que muchos dubitativos e inclusos contrarios a la independencia se unieran a la causa patriota, de modo que el efecto logrado fue precisamente el contrario de los gestores de la campaña: (1816-1819) 18 de abril de 1993

## Influencia bicentenaria
En conmemoración al bicentenario de la independencia colombiana,el 20 de julio de 2010, el Ministerio de Educación Nacional, por medio de la Campaña "Colombia Aprende", confirió a todas las bibliotecas de las escuelas públicas de Colombia copias en DVD incluidas en un enorme paquete que incluyen publicaciones escritas y audiovisuales y en las cuales fue entregada esta miniserie, adicional a otras obras relacionadas.

## Equipo de producción
- Argumento y Guión - Stella Malagón Gutiérrez
- Diseño de Maquillaje - Rubén Darío Serna
- Ambientación - Víctor Sánchez
- Edición - Jaime Zuluaga
- Script y Montaje - Isabel Cristina Méndez
- Sonido - Rodrigo Sánchez
- Cámara - Iván Prada
- Asistente de Dirección - Rodrigo Ospina, Carlos Gómez
- Música Original - Germán Arrieta
- Fotografía - Sergio García
- Dirección de Arte - Rosario Lozano
- Asistente de Director - Luis Alberto Restrepo
- Producción - Oscar Guarín
- Producción Ejecutiva - Jorge López Abella
- Dirección General - Jorge Ali Triana